# Vestbirk
Vestbirk is een plaats in de Deense regio Midden-Jutland, gemeente Horsens, en telt ca. 200 inwoners (2008). Het dorp ligt aan de route van de voormalige spoorlijn Horsens - Silkeborg. Het oude station is bewaard gebleven.